# Campeonato de Primera D 2016
El Campeonato de Primera D «Fernando A. Araujo» 2016 fue la sexagésima séptima edición del torneo, quinta división del fútbol argentino en el orden de los clubes directamente afiliados a la AFA. Comenzó el 26 de febrero y finalizó el 8 de junio.
Los nuevos participantes fueron General Lamadrid y Juventud Unida, ambos descendidos de la Primera C. Por su parte, debido a que ningún equipo había sido desafiliado en la temporada 2014, no hubo reafiliado.
Se trató de un torneo de transición, por lo que se desarrolló exclusivamente en el primer semestre del año, con formato diferente del habitual, con el fin de volver a adecuar las competiciones del fútbol argentino al calendario del hemisferio norte. 
El Porvenir se consagró campeón y obtuvo el único ascenso a la Primera C, a la vez que no se produjo ninguna desafiliación.

## Ascensos y descensos
| Posición | Desafiliado de la Primera D 2015 |
| -------- | -------------------------------- |
| 16.°     | Centro Español                   |

| Reafiliado |
| ---------- |
| No hubo    |

| Pos       | Ascendidos a la Primera C 2016 |
| --------- | ------------------------------ |
| 1.º.      | Sportivo Barracas              |
| Gan. Red. | Liniers                        |

| Pos  | Descendidos de la Primera C 2015 |
| ---- | -------------------------------- |
| 19.º | General Lamadrid                 |
| 20.º | Juventud Unida                   |

- De esta manera, el número de equipos participantes se redujo a 15.

## Equipos participantes
| Equipo              | Ciudad            | Estadio                    | Capacidad |
| ------------------- | ----------------- | -------------------------- | --------- |
| Argentino           | Rosario           | José Martín Olaeta         | 6800      |
| Atlas               | General Rodríguez | Ricardo Puga               | 2500      |
| Lugano              | Tapiales          | José María Moraños         | 1500      |
| Central Ballester   | José León Suárez  | No posee                   | -         |
| Claypole            | Claypole          | Rodolfo Vicente Capocasa   | 1000      |
| Muñiz               | Muñiz             | No posee                   | -         |
| Deportivo Paraguayo | Buenos Aires      | No posee                   | -         |
| El Porvenir         | Gerli             | Gildo Francisco Ghersinich | 14 000    |
| General Lamadrid    | Buenos Aires      | Enrique Sexto              | 3500      |
| Ituzaingó           | Ituzaingó         | Ituzaingó                  | 5000      |
| Juventud Unida      | San Miguel        | Ciudad de San Miguel       | 3200      |
| Leandro N. Alem     | General Rodríguez | Leandro N. Alem            | 4000      |
| Puerto Nuevo        | Campana           | Rubén Carlos Vallejos      | 500       |
| Victoriano Arenas   | Valentín Alsina   | Saturnino Moure            | 1500      |
| Yupanqui            | Buenos Aires      | No posee                   | -         |

| 1. 2. 3. |

### Distribución geográfica de los equipos
| Región                                   | Cant. | Equipos                                                                                        |
| ---------------------------------------- | ----- | ---------------------------------------------------------------------------------------------- |
| Conurbano bonaerense                     | 7     | Central Ballester, Claypole, El Porvenir, Ituzaingó, Juventud Unida, Muñiz y Victoriano Arenas |
| Ciudad de Buenos Aires                   | 4     | Deportivo Paraguayo, General Lamadrid, Lugano y Yupanqui                                       |
| Interior de la provincia de Buenos Aires | 3     | Atlas, Leandro N. Alem y Puerto Nuevo                                                          |
| Ciudad de Rosario                        | 1     | Argentino                                                                                      |

## Formato

### Ascenso
Los 15 participantes se enfrentaron en una rueda por el sistema de todos contra todos. Ascendió el campeón.

### Desafiliación temporaria
No hubo en esta temporada.

## Tabla de posiciones
| Pos. | Equipo               | Pts. | PJ | PG | PE | PP | GF | GC | Dif. |
| ---- | -------------------- | ---- | -- | -- | -- | -- | -- | -- | ---- |
| 01.º | El Porvenir          | 28   | 14 | 8  | 4  | 2  | 17 | 7  | 10   |
| 02.º | Ituzaingó            | 27   | 14 | 8  | 3  | 3  | 21 | 10 | 11   |
| 03.º | Argentino de Rosario | 27   | 14 | 8  | 3  | 3  | 21 | 11 | 10   |
| 04.º | Victoriano Arenas    | 22   | 14 | 7  | 1  | 6  | 15 | 13 | 2    |
| 05.º | Juventud Unida       | 21   | 14 | 6  | 3  | 5  | 15 | 14 | 1    |
| 06.º | Puerto Nuevo         | 21   | 14 | 6  | 3  | 5  | 17 | 20 | −3   |
| 07.º | Atlas                | 20   | 14 | 5  | 5  | 4  | 22 | 16 | 6    |
| 08.º | Yupanqui             | 19   | 14 | 5  | 4  | 5  | 15 | 17 | −2   |
| 09.º | Leandro N. Alem      | 17   | 14 | 5  | 2  | 7  | 15 | 14 | 1    |
| 10.º | Muñiz                | 17   | 14 | 4  | 5  | 5  | 14 | 16 | −2   |
| 11.º | Lugano               | 17   | 14 | 4  | 5  | 5  | 13 | 15 | −2   |
| 12.º | Deportivo Paraguayo  | 14   | 14 | 3  | 5  | 6  | 9  | 15 | −6   |
| 13.º | Central Ballester    | 14   | 14 | 3  | 5  | 6  | 11 | 20 | −9   |
| 14.º | General Lamadrid     | 13   | 14 | 2  | 7  | 5  | 5  | 10 | −5   |
| 15.º | Claypole             | 9    | 14 | 2  | 3  | 9  | 7  | 19 | −12  |

|  | Campeón. Ascendió a la Primera C. |

|  |

### Evolución de las posiciones
| Equipo / Fecha    |      |      |      |      |      |      |      |      |      |      |      |      |      |      |      |
| Equipo / Fecha    | 01   | 02   | 03   | 04   | 05   | 06   | 07   | 08   | 09   | 10   | 11   | 12   | 13   | 14   | 15   |
| ----------------- | ---- | ---- | ---- | ---- | ---- | ---- | ---- | ---- | ---- | ---- | ---- | ---- | ---- | ---- | ---- |
| Arg. de Rosario   | 08.º | 03.º | 03.º | 03.º | 03.º | 04.º | 04.º | 02.º | 01.º | 02.º | 02.º | 02.º | 02.º | 03.º | 03.º |
| Atlas             | 13.º | 12.º | 12.º | 12.º | 11.º | 07.º | 06.º | 03.º | 03.º | 04.º | 04.º | 05.º | 04.º | 05.º | 07.º |
| Central Ballester | 13.º | 12.º | 13.º | 13.º | 13.º | 14.º | 13.º | 13.º | 14.º | 14.º | 14.º | 14.º | 14.º | 14.º | 13.º |
| Claypole          | 12.º | 14.º | 14.º | 14.º | 14.º | 15.º | 15.º | 15.º | 15.º | 15.º | 15.º | 15.º | 15.º | 15.º | 15.º |
| Dep. Paraguayo    | 01.º | 15.º | 15.º | 15.º | 15.º | 13.º | 14.º | 14.º | 13.º | 12.º | 13.º | 13.º | 11.º | 13.º | 12.º |
| El Porvenir       | 02.º | 02.º | 02.º | 02.º | 02.º | 02.º | 01.º | 01.º | 02.º | 01.º | 01.º | 01.º | 01.º | 01.º | 01.º |
| General Lamadrid  | 04.º | 04.º | 06.º | 08.º | 07.º | 10.º | 10.º | 12.º | 10.º | 10.º | 09.º | 11.º | 12.º | 12.º | 14.º |
| Ituzaingó         | —    | 09.º | 11.º | 11.º | 10.º | 12.º | 12.º | 09.º | 08.º | 07.º | 06.º | 03.º | 03.º | 02.º | 02.º |
| Juventud Unida    | 06.º | 11.º | 10.º | 09.º | 05.º | 08.º | 08.º | 06.º | 07.º | 08.º | 08.º | 08.º | 06.º | 04.º | 05.º |
| Leandro N. Alem   | 05.º | 05.º | 09.º | 10.º | 12.º | 09.º | 09.º | 10.º | 11.º | 13.º | 11.º | 10.º | 10.º | 09.º | 09.º |
| Lugano            | 15.º | 05.º | 08.º | 05.º | 04.º | 03.º | 02.º | 05.º | 05.º | 05.º | 07.º | 06.º | 08.º | 10.º | 11.º |
| Muñiz             | 08.º | 08.º | 05.º | 06.º | 07.º | 11.º | 11.º | 11.º | 12.º | 11.º | 12.º | 12.º | 13.º | 11.º | 10.º |
| Puerto Nuevo      | 06.º | 10.º | 07.º | 04.º | 06.º | 05.º | 07.º | 08.º | 09.º | 09.º | 10.º | 09.º | 07.º | 08.º | 06.º |
| Victoriano Arenas | 11.º | 07.º | 04.º | 07.º | 09.º | 06.º | 05.º | 07.º | 06.º | 06.º | 05.º | 07.º | 08.º | 06.º | 04.º |
| Yupanqui          | 02.º | 01.º | 01.º | 01.º | 01.º | 01.º | 03.º | 04.º | 04.º | 03.º | 03.º | 04.º | 05.º | 07.º | 08.º |

| 1. 2. 3. |

## Tabla de descenso
En esta temporada no hubo desafiliaciones. Los puntos obtenidos fueron tenidos en cuenta a partir de la siguiente.

## Resultados
| Juventud Unida       | 2 - 2 | Puerto Nuevo        | Ciudad de San Miguel       | 26 de febrero | 17:00 |
| Argentino de Rosario | 1 - 1 | Muñiz               | José María Olaeta          | 27 de febrero | 17:00 |
| Lugano               | 1 - 0 | Deportivo Paraguayo | Colegiales                 | 27 de febrero | 17:00 |
| El Porvenir          | 3 - 0 | Atlas               | Gildo Francisco Ghersinich | 29 de febrero | 17:00 |
| Yupanqui             | 3 - 0 | Central Ballester   | Juan Antonio Arias         | 1 de marzo    | 17:00 |
| Claypole             | 0 - 2 | General Lamadrid    | Rodolfo Vicente Capocasa   | 1 de marzo    | 17:00 |
| Leandro N. Alem      | 0 - 1 | Victoriano Arenas   | Leandro N. Alem            | 1 de marzo    | 17:00 |
| Libre: Ituzaingó     |       |                     |                            |               |       |

| Deportivo Paraguayo | 1 - 3 | Argentino de Rosario | Juan Antonio Arias    | 4 de marzo | 17:00 |
| General Lamadrid    | 1 - 1 | Leandro N. Alem      | Enrique Sexto         | 5 de marzo | 17:00 |
| Puerto Nuevo        | 1 - 2 | Yupanqui             | Rubén Carlos Vallejos | 5 de marzo | 17:00 |
| Victoriano Arenas   | 2 - 0 | Juventud Unida       | Saturnino Moure       | 6 de marzo | 17:00 |
| Atlas               | 1 - 1 | Ituzaingó            | Ricardo Puga          | 6 de marzo | 17:00 |
| Central Ballester   | 1 - 1 | Lugano               | Ramón Roque Martín    | 7 de marzo | 17:00 |
| Muñiz               | 0 - 0 | El Porvenir          | Malvinas Argentinas   | 7 de marzo | 17:00 |
| Libre: Claypole     |       |                      |                       |            |       |

| Yupanqui             | 2 - 0 | Victoriano Arenas   | Juan Antonio Arias         | 12 de marzo | 11:00 |
| Argentino de Rosario | 1 - 0 | Central Ballester   | José María Olaeta          | 12 de marzo | 16:00 |
| El Porvenir          | 2 - 1 | Deportivo Paraguayo | Gildo Francisco Ghersinich | 13 de marzo | 11:00 |
| Lugano               | 1 - 2 | Puerto Nuevo        | Colegiales                 | 13 de marzo | 11:00 |
| Juventud Unida       | 1 - 0 | General Lamadrid    | Ciudad de San Miguel       | 14 de marzo | 16:00 |
| Leandro N. Alem      | 1 - 0 | Claypole            | Leandro N. Alem            | 14 de marzo | 16:00 |
| Ituzaingó            | 2 - 3 | Muñiz               | Ituzaingó                  | 15 de marzo | 16:00 |
| Libre: Atlas         |       |                     |                            |             |       |

| Claypole               | 0 - 0 | Juventud Unida       | Rodolfo Vicente Capocasa | 19 de marzo | 11:00 |
| Muñiz                  | 0 - 0 | Atlas                | Malvinas Argentinas      | 19 de marzo | 12:40 |
| General Lamadrid       | 1 - 1 | Yupanqui             | Enrique Sexto            | 19 de marzo | 16:00 |
| Victoriano Arenas      | 0 - 1 | Lugano               | Saturnino Moure          | 20 de marzo | 11:00 |
| Puerto Nuevo           | 2 - 1 | Argentino de Rosario | Rubén Carlos Vallejos    | 20 de marzo | 14:00 |
| Central Ballester      | 0 - 0 | El Porvenir          | Ciudad de Caseros        | 21 de marzo | 16:00 |
| Deportivo Paraguayo    | 0 - 0 | Ituzaingó            | Juan Antonio Arias       | 21 de marzo | 16:00 |
| Libre: Leandro N. Alem |       |                      |                          |             |       |

| Yupanqui             | 1 - 0 | Claypole            | Juan Antonio Arias         | 24 de marzo | 16:00 |
| Juventud Unida       | 1 - 0 | Leandro N. Alem     | Ciudad de San Miguel       | 25 de marzo | 11:00 |
| Lugano               | 0 - 0 | General Lamadrid    | José María Moraños         | 25 de marzo | 13:00 |
| El Porvenir          | 2 - 0 | Puerto Nuevo        | Gildo Francisco Ghersinich | 26 de marzo | 11:00 |
| Argentino de Rosario | 3 - 0 | Victoriano Arenas   | José María Olaeta          | 26 de marzo | 16:00 |
| Atlas                | 3 - 2 | Deportivo Paraguayo | Ricardo Puga               | 26 de marzo | 16:00 |
| Ituzaingó            | 3 - 1 | Central Ballester   | Ituzaingó                  | 28 de marzo | 15:00 |
| Libre: Muñiz         |       |                     |                            |             |       |

| Victoriano Arenas     | 2 - 0 | El Porvenir          | Saturnino Moure          | 1 de abril | 15:00 |
| Leandro N. Alem       | 4 - 0 | Yupanqui             | Leandro N. Alem          | 2 de abril | 13:00 |
| General Lamadrid      | 0 - 0 | Argentino de Rosario | Enrique Sexto            | 2 de abril | 15:30 |
| Puerto Nuevo          | 2 - 1 | Ituzaingó            | Rubén Carlos Vallejos    | 3 de abril | 11:00 |
| Claypole              | 1 - 2 | Lugano               | Rodolfo Vicente Capocasa | 3 de abril | 11:00 |
| Deportivo Paraguayo   | 2 - 0 | Muñiz                | Juan Antonio Arias       | 4 de abril | 15:00 |
| Central Ballester     | 1 - 5 | Atlas                | Ramón Roque Martín       | 4 de abril | 15:00 |
| Libre: Juventud Unida |       |                      |                          |            |       |

| El Porvenir                | 2 - 0 | General Lamadrid  | Gildo Francisco Ghersinich | 9 de abril  | 14:00 |
| Argentino de Rosario       | 3 - 0 | Claypole          | José María Olaeta          | 9 de abril  | 15:30 |
| Atlas                      | 5 - 0 | Puerto Nuevo      | Ricardo Puga               | 11 de abril | 15:00 |
| Muñiz                      | 1 - 2 | Central Ballester | Ciudad de San Miguel       | 11 de abril | 15:30 |
| Lugano                     | 2 - 0 | Leandro N. Alem   | Colegiales                 | 11 de abril | 15:30 |
| Ituzaingó                  | 0 - 1 | Victoriano Arenas | Ituzaingó                  | 12 de abril | 15:00 |
| Yupanqui                   | 0 - 0 | Juventud Unida    | Juan Antonio Arias         | 12 de abril | 15:30 |
| Libre: Deportivo Paraguayo |       |                   |                            |             |       |

| Juventud Unida    | 1 - 0 | Lugano               | Ciudad de San Miguel     | 16 de abril | 13:00 |
| General Lamadrid  | 0 - 2 | Ituzaingó            | Enrique Sexto            | 16 de abril | 15:30 |
| Puerto Nuevo      | 0 - 1 | Muñiz                | Rubén Carlos Vallejos    | 16 de abril | 15:30 |
| Victoriano Arenas | 0 - 1 | Atlas                | Saturnino Moure          | 17 de abril | 15:30 |
| Claypole          | 0 - 2 | El Porvenir          | Rodolfo Vicente Capocasa | 17 de abril | 16:00 |
| Leandro N. Alem   | 1 - 2 | Argentino de Rosario | Leandro N. Alem          | 18 de abril | 15:30 |
| Central Ballester | 0 - 0 | Deportivo Paraguayo  | Ramón Roque Martín       | 20 de abril | 15:30 |
| Libre: Yupanqui   |       |                      |                          |             |       |

| Atlas                    | 0 - 0 | General Lamadrid  | Ricardo Puga               | 23 de abril | 11:00 |
| Argentino de Rosario     | 1 - 0 | Juventud Unida    | José María Olaeta          | 23 de abril | 15:30 |
| Lugano                   | 1 - 1 | Yupanqui          | José María Moraños         | 24 de abril | 15:30 |
| Deportivo Paraguayo      | 0 - 0 | Puerto Nuevo      | Juan Antonio Arias         | 26 de abril | 15:30 |
| Muñiz                    | 1 - 1 | Victoriano Arenas | Ciudad de San Miguel       | 26 de abril | 15:30 |
| Ituzaingó                | 3 - 1 | Claypole          | Ituzaingó                  | 26 de abril | 15:30 |
| El Porvenir              | 1 - 0 | Leandro N. Alem   | Gildo Francisco Ghersinich | 26 de abril | 15:30 |
| Libre: Central Ballester |       |                   |                            |             |       |

| Victoriano Arenas | 0 - 1 | Deportivo Paraguayo  | Saturnino Moure          | 30 de abril | 11:00 |
| Puerto Nuevo      | 1 - 1 | Central Ballester    | Rubén Carlos Vallejos    | 30 de abril | 11:10 |
| General Lamadrid  | 1 - 0 | Muñiz                | Enrique Sexto            | 30 de abril | 15:30 |
| Leandro N. Alem   | 1 - 1 | Ituzaingó            | Leandro N. Alem          | 2 de mayo   | 15:30 |
| Juventud Unida    | 2 - 3 | El Porvenir          | Ciudad de San Miguel     | 3 de mayo   | 15:30 |
| Claypole          | 0 - 0 | Atlas                | Rodolfo Vicente Capocasa | 3 de mayo   | 15:30 |
| Yupanqui          | 2 - 0 | Argentino de Rosario | Juan Antonio Arias       | 4 de mayo   | 15:30 |
| Libre: Lugano     |       |                      |                          |             |       |

| Argentino de Rosario | 3 - 1 | Lugano            | José María Olaeta          | 8 de mayo  | 15:35 |
| Atlas                | 1 - 2 | Leandro N. Alem   | Ricardo Puga               | 9 de mayo  | 15:30 |
| El Porvenir          | 1 - 0 | Yupanqui          | Gildo Francisco Ghersinich | 9 de mayo  | 15:30 |
| Central Ballester    | 1 - 3 | Victoriano Arenas | Ramón Roque Martín         | 9 de mayo  | 15:30 |
| Deportivo Paraguayo  | 0 - 0 | General Lamadrid  | Juan Antonio Arias         | 9 de mayo  | 15:35 |
| Ituzaingó            | 1 - 0 | Juventud Unida    | Ituzaingó                  | 10 de mayo | 15:30 |
| Muñiz                | 0 - 0 | Claypole          | Malvinas Argentinas        | 10 de mayo | 15:30 |
| Libre: Puerto Nuevo  |       |                   |                            |            |       |

| General Lamadrid            | 0 - 0 | Central Ballester   | Enrique Sexto            | 14 de mayo | 15:30 |
| Leandro N. Alem             | 2 - 0 | Muñiz               | Leandro N. Alem          | 15 de mayo | 15:30 |
| Claypole                    | 2 - 0 | Deportivo Paraguayo | Rodolfo Vicente Capocasa | 16 de mayo | 15:30 |
| Yupanqui                    | 0 - 3 | Ituzaingó           | Juan Antonio Arias       | 16 de mayo | 15:30 |
| Juventud Unida              | 2 - 1 | Atlas               | Ciudad de San Miguel     | 16 de mayo | 15:30 |
| Victoriano Arenas           | 1 - 2 | Puerto Nuevo        | Saturnino Moure          | 16 de mayo | 15:30 |
| Lugano                      | 1 - 1 | El Porvenir         | Colegiales               | 17 de mayo | 15:30 |
| Libre: Argentino de Rosario |       |                     |                          |            |       |

| Ituzaingó                | 2 - 0 | Lugano               | Ituzaingó                  | 21 de mayo | 11:00 |
| Puerto Nuevo             | 2 - 0 | General Lamadrid     | Rubén Carlos Vallejos      | 22 de mayo | 15:30 |
| Central Ballester        | 1 - 0 | Claypole             | Ramón Roque Martín         | 23 de mayo | 15:30 |
| Atlas                    | 2 - 1 | Yupanqui             | Ricardo Puga               | 23 de mayo | 15:30 |
| Muñiz                    | 2 - 3 | Juventud Unida       | Malvinas Argentinas        | 24 de mayo | 15:30 |
| Deportivo Paraguayo      | 1 - 0 | Leandro N. Alem      | Juan Antonio Arias         | 24 de mayo | 15:30 |
| El Porvenir              | 0 - 0 | Argentino de Rosario | Gildo Francisco Ghersinich | 24 de mayo | 15:30 |
| Libre: Victoriano Arenas |       |                      |                            |            |       |

| General Lamadrid     | 0 - 1 | Victoriano Arenas   | Enrique Sexto            | 28 de mayo | 15:30 |
| Lugano               | 1 - 1 | Atlas               | Colegiales               | 29 de mayo | 12:00 |
| Leandro N. Alem      | 2 - 1 | Central Ballester   | Leandro N. Alem          | 29 de mayo | 15:30 |
| Argentino de Rosario | 0 - 1 | Ituzaingó           | José María Olaeta        | 29 de mayo | 15:30 |
| Juventud Unida       | 3 - 0 | Deportivo Paraguayo | Ciudad de San Miguel     | 31 de mayo | 15:30 |
| Claypole             | 2 - 1 | Puerto Nuevo        | Rodolfo Vicente Capocasa | 31 de mayo | 15:30 |
| Yupanqui             | 1 - 3 | Muñiz               | Juan Antonio Arias       | 31 de mayo | 15:35 |
| Libre: El Porvenir   |       |                     |                          |            |       |

| Atlas                   | 2 - 3 | Argentino de Rosario | Ricardo Puga          | 4 de junio | 15:30 |
| Ituzaingó               | 1 - 0 | El Porvenir          | Ituzaingó             | 5 de junio | 15:35 |
| Victoriano Arenas       | 3 - 1 | Claypole             | Saturnino Moure       | 6 de junio | 15:30 |
| Muñiz                   | 2 - 1 | Lugano               | Malvinas Argentinas   | 6 de junio | 15:35 |
| Deportivo Paraguayo     | 1 - 1 | Yupanqui             | Juan Antonio Arias    | 6 de junio | 15:35 |
| Puerto Nuevo            | 2 - 1 | Leandro N. Alem      | Rubén Carlos Vallejos | 8 de junio | 15:35 |
| Central Ballester       | 2 - 0 | Juventud Unida       | Ramón Roque Martín    | 8 de junio | 15:45 |
| Libre: General Lamadrid |       |                      |                       |            |       |

| 1. 2. 3. 4. 5. 6. |

## Goleadores
| Pos. | Jugador              | Jugador            | Goles | Equipo               |
| ---- | -------------------- | ------------------ | ----- | -------------------- |
| 1.º  | Bandera de Argentina | Kevin Dubini       | 8     | Atlas                |
| 2.º  | Bandera de Argentina | Lionel Fonzalida   | 7     | Juventud Unida       |
| 2.º  | Bandera de Argentina | Julio Gauna        | 7     | Central Ballester    |
| 3.º  | Bandera de Argentina | Facundo Camafreita | 6     | Argentino de Rosario |
| 3.º  | Bandera de Argentina | Maximiliano Maciel | 6     | Leandro N. Alem      |
| 3.º  | Bandera de Argentina | Carlos Perrona     | 6     | Muñiz                |

Fuente: Solo Ascenso - Goleadores